# アートプラザ
アートプラザ（英：Art Plaza）は、大分県大分市にあるギャラリー等からなる大分市の複合文化施設である。

## 概要
大分市出身の建築家磯崎新の代表作であり、日本建築学会賞を受賞した旧大分県立大分図書館を改装し、1998年2月に開館した。
旧大分県立大分図書館は、新県立図書館（豊の国情報ライブラリー）の建設に伴う建て替えによって取り壊しが予定されていたが、大分市が大分県から建物及び敷地の譲渡を受けて、アートプラザとして再生したものである。開館した1998年には公共建築百選に、また、2003年にはDOCOMOMO Japanが選定する日本におけるモダン・ムーブメントの建築に選ばれている。
1階は市民ギャラリー、2階にはネオダダの作品をはじめ大分市美術館所蔵の現代美術作品を常設展示している60'sホール、ギャラリー等に多目的な使用ができるアートホール、実技室、研修室等が設けられ、3階は磯崎新の建築作品の模型や資料を常設展示する磯崎新建築展示室となっている。